# Сибирский 9-й гренадерский полк
9-й гренаде́рский Сибирский генерал-фельдмаршала Великого князя Николая Николаевича полк — пехотная воинская часть Русской императорской армии.
- Старшинство — 25 июня 1700 г.
- Полковой праздник: 6 августа — Преображение Господне.

## Места дислокации
1771 — Рига. Входил в Лифляндскую дивизию.
1820 — Белёв Тульской губернии. Второй батальон полка на поселении в Новгородской губернии.
1872 — Сувалкская губерния.
1903—1914 — Владимир.

## История
- 25 июня 1700 — Сформирован в Москве Преображенской комиссией из даточных как солдатский полковника Ирика Григорьевича фон Вердена полк 12-ротного состава.
- 1700 — Участвовал в Нарвском сражении.
- 10 марта 1708 — Сибирский пехотный полк.
- 1709 — Участвовал в Полтавском сражении.
- 1710 — Осада Риги.
- 1711 — Прутский поход.
- 9 июня 1724 — 4 роты, находившиеся в Персии, отчислены на формирование Рящинского пехотного полка. Взамен сформированы новые роты.
- Февраль 1727 — назывался 3-й Московский полк.
- Ноябрь 1727 — Сибирский пехотный полк.
- 1736 — Крымский поход.
- 1757 — Участвовал в сражении при Гросс-Егерсдорфе.
- 1759 — Участвовал в сражениях при Пальциге и Кунерсдорфе.
- 23 апреля 1762 — Мушкетерский генерал-поручика князя Долгорукова полк.
- 5 июля 1762 — Сибирский мушкетерский полк.
- 1774 — Участвовал в сражении при Рущуке.
- 14 января 1785 — Сибирский гренадерский полк.
- 1791 — Участвовал в сражении при Мачине.
- 1794 — Участвовал в сражении при Варшаве (в штурме Праги).
- 1796 — определен в Екатеринославскую (с 1797 г. — Днестровская) инспекцию.
- 31 октября 1798 — Гренадерский генерал-майора Ляпунова полк.
- 31 марта 1800 — Гренадерский генерал-майора Бехметева 3-го полк.
- 31 марта 1801 — Сибирский гренадерский полк.
- 1804 — В составе гарнизона о. Корфу
- 1805 — В составе русского корпуса в Неаполе
- 1806 — Определен в 11-ю дивизию.
- 1809 — Участвовал в сражении при Журже.
- 1810 — Участвовал в сражении при Шумле, Рущуке.
- Март 1811 — 11-я дивизия расформирована, полк переведен во 2-ю дивизию.
- В 1812 был в составе 2-й гренадерской дивизии 8-го пехотного корпуса
- 1812 — Участвовал в сражениях под Смоленском, Бородино, Малоярославеце, Красным.
- 1813 — Участвовал в сражениях при Лютцене, Бауцене, Лейпциге.
- 1814 — Участвовал в сражениях при Ла-Ротьере, Париже. Отличился в сражении при Арси-сюр-Об.
- 1814 — Определен в 3-ю гренадерскую дивизию.
- 1815 — В составе русской армии вновь в Париже.
- 1831 — Участвовал в усмирении польского восстания.
- 28 января 1833 — Присоединена половина 5-го карабинерного полка.
- 25 июня 1844 — Гренадерский Его Императорского Высочества Великого Князя Михаила Павловича полк.
- 19 марта 1857 — Сибирский гренадерский Его Императорского Высочества Великого Князя Николая Николаевича Старшего полк.
- 1863 — Участвовал в усмирении польского восстания.
- 25 марта 1864 — 9-й гренадерский Сибирский Его Императорского Высочества Великого Князя Николая Николаевича Старшего полк.
- 1877—1878 — Участвовал в русско-турецкой войне.
- 28 ноября 1877 — Участвовал в сражении при Плевне.
- 26 апреля 1891 — 9-й гренадерский Сибирский полк.
- 1904—1905 — Участвовал в русско-японской войне.
- 25 марта 1908 — 9-й гренадерский Сибирский генерал-фельдмаршала Великого Князя Николая Николаевича Старшего полк.
- 1914—1917 — в боях Первой мировой войны, участник Таневского сражения 18 — 25 июня 1915 г.[4][5][6][7][8]
- 22 марта 1917 — снято шефство.

## Боевые отличия
1. Георгиевское полковое знамя за бой под Плевной 28 нояб. 1877 г.
2. Серебряная труба за 1812 г.
3. Знаки на шапки за отличия в кампаниях 1812-14 гг.

## Шефы полка
- 23.04.1762 — 05.07.1762 — генерал-поручик князь Долгоруков, Василий Михайлович
- 20.10.1786 — хх.хх.1796 — генерал-аншеф граф Мусин-Пушкин, Валентин Платонович
- 22.11.1796 — 19.12.1796 — генерал-майор князь Долгорукий, Павел Васильевич
- 19.12.1796 — 21.11.1797 — генерал-лейтенант Бердяев, Николай Михайлович
- 21.11.1797 — 31.03.1800 — генерал-майор (с 30.10.1799 генерал-лейтенант) Ляпунов, Иван Петрович
- 31.03.1800 — 03.01.1809 — генерал-майор Бахметев, Алексей Николаевич
- 03.01.1809 — 24.09.1811 — полковник Лопухин, Александр Андреевич
- 24.09.1811 — 01.09.1814 — полковник (с 15.09.1813 генерал-майор) Левин, Дмитрий Андреевич
- 25.07.1844 — 19.09.1849 — великий князь Михаил Павлович
- 19.09.1849 — 26.03.1891 — великий князь Николай Николаевич-старший

## Командиры полка
(Командующий в дореволюционной терминологии означал временно исполняющего обязанности начальника или командира).
- 1700—1701 — полковник фон Верден, Ирик Григорьевич
- 1701—1702 — полковник Франк, Михаил Юрьевич
- 1702—1706 — полковник Англер, Иван Иванович
- 1706—1708 — генерал-майор Беллинг, Фёдор Иванович
- 05.02.1708 — 01.01.1709 — полковник Ласси, Пётр Петрович
- хх.хх.хххх — хх.хх.1713[10] — полковник Клигенберх, Крестьян Андреевич
- хх.хх.1713 — хх.хх.1724 — полковник фон Феннинкбир, Виллим Иванович
- 18.09.1724 — 03.03.1735 — полковник Давыдов, Гаврила Иванович
- 05.09.1770 — хх.хх.1775 — полковник фон Ливен, Генрих Иоанн (Иван Романович)
- хх.хх.1788 — 05.02.1790 — полковник (с 21.04.1789 бригадир) князь Дашков, Павел Михайлович
- хх.хх.1793 — 17.04.1794[11] — полковник князь Гагарин, Фёдор Сергеевич
- 01.01.1795 — 21.10.1797 — полковник Катенин, Александр Фёдорович
- 21.10.1797 — 21.11.1797 — полковник фон Миллер, Андрей Ларионович
- 21.11.1797 — 26.08.1798 — подполковник Миллер, Карл
- 26.08.1798 — 24.08.1806 — майор (с 22.08.1799 подполковник, с 09.11.1800 полковник) Попов, Пётр Пантелеевич
- 31.01.1807 — 04.05.1808 — подполковник Рылеев, Михаил Николаевич
- 22.09.1808 — 02.07.1809 — подполковник Желтухин, Сергей Фёдорович
- 19.11.1809 — 12.03.1811 — подполковник Экбаум, Карл Ермолаевич
- 12.03.1811 — 01.06.1815 — полковник Баранов, Александр Александрович
- 01.06.1815 — 14.12.1823 — подполковник (с 06.10.1817 полковник) Потулов, Иван Терентьевич
- 11.05.1824 — 08.03.1828 — подполковник (с 23.08.1826 полковник) Юницкий, Павел Яковлевич
- 08.03.1828 — 10.09.1835 — подполковник (с 15.03.1828 полковник) Нилов, Александр Сергеевич
- 12.11.1835 — 19.07.1840 — полковник Гогенбах, Карл Карлович
- 19.07.1840 — 18.11.1843 — полковник Ульрих, Густав Карлович
- 18.11.1843 — 21.03.1852 — полковник (с 06.12.1851 генерал-майор) Свентицкий, Андрей Карлович
- 22.03.1852 — 02.10.1855 — полковник (с 08.09.1855 генерал-майор) Велямович, Урбан Осипович
- 05.10.1855 — 11.02.1856 — полковник Соболевский, Пётр Львович
- 11.02.1856 — 14.12.1859 — полковник Зеланд, Александр Иванович
- 14.12.1859 — 04.10.1862 — полковник Хоментовский, Пётр Михайлович
- 04.10.1862 — 31.01.1867 — полковник Стрижевский, Василий Михайлович
- 12.02.1867 — 25.05.1875 — полковник Тимрот, Карл Александрович
- 25.05.1875 — 12.04.1878 — полковник Водар, Василий Карлович
- 30.05.1878 — 02.07.1878 — полковник Усов, Андрей Иванович
- 02.07.1878 — 08.08.1888 — полковник барон фон-дер-Ховен, Николай Егорович
- 15.08.1888 — 07.06.1890 — полковник Маклаков, Александр Константинович
- 30.06.1890 — 05.06.1900 — полковник Внуков, Василий Васильевич
- 17.07.1900 — 25.03.1905 — полковник Сиверс, Константин Львович
- 25.03.1905 — 26.04.1913 — полковник Бутков, Фёдор Васильевич
- 24.05.1913 — 05.06.1915 — полковник Токарев, Владимир Николаевич
- 15.06.1915 — 31.07.1916 — полковник Савченко, Сергей Николаевич
- 19.10.1916 — 21.05.1917 — полковник Антонович, Александр Трифонович
- 25.05.1917 — 15.11.1917 — полковник Оржешковский, Александр Михайлович

## Известные люди, служившие в полку
- Багговут, Карл Фёдорович — генерал-лейтенант, герой Отечественной войны 1812 года
- Виндушев, Константин Николаевич — советский военачальник, генерал-майор
- Гейсмар, Фёдор Клементьевич — барон, генерал-адъютант
- Ланжерон, Александр Фёдорович — граф, генерал от инфантерии
- Рылеев, Михаил Николаевич — генерал-лейтенант, герой Отечественной войны 1812 года
- Хадзькевич, Игнатий — известный авантюрист XVIII столетия
- Энгельгардт, Лев Николаевич — генерал-майор